# Gevlekte spitsmuis
De gevlekte spitsmuis (Diplomesodon pulchellum)  is een zoogdier uit de familie van de spitsmuizen (Soricidae). De wetenschappelijke naam van de soort werd voor het eerst geldig gepubliceerd door Lichtenstein in 1823.

## Kenmerken
Dit dier heeft een ovale witte vlek op de grijze rug, een witte buik en dito poten en staart,  een lange spitse snuit en lange snorharen. De lichaamslengte bedraagt 5 tot 7 cm, de staartlengte 2 tot 3 cm en het gewicht 7 tot 13 gram.

## Leefwijze
Dit solitaire dier is ’s nachts actief, als het in de woestijn koel is. Zijn voedsel bestaat uit insecten en hagedissen, waarop actief wordt gejaagd. Zo nu en dan wordt er ook weleens in het zand gegraven om wormen en larven te zoeken.

## Verspreiding
Deze soort komt voor in de (half)woestijnen van West- en Zuid-Kazachstan, Oezbekistan en Turkmenistan.

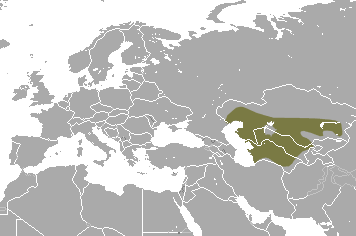
Verspreiding

## Voortplanting
Per worp worden gemiddeld 5 jongen geboren. In een gunstig jaar kan een vrouwtje meerdere worpen hebben.